# Lille Strandstræde
Lille Strandstræde er en mindre gade i Indre By i København, der forbinder Sankt Annæ Plads og Nyhavn. Gaden er cirka 160 m lang.
Lille Strandstræde er ligesom Store Strandstræde den sidste rest af en smal landevej langs kysten, der forbandt den middelalderlige Østerport med Sankt Annæ Bro, hvor toldboden blev bygget i 1628. Den fungerede som landevej indtil anlæggelsen af Nyhavn og Kongens Nytorv i 1670'erne.
Broderparten af bygningerne i gaden er opført før 1900; mange tilbage i 1700-tallet.
Lille Strandstræde 6 (en) kan være tegnet af Nicolai Eigtved og blev opført i 1769 for den franske kommerceintendant de Verrayon.
I nr. 14 ligger Brigadér Hallings gård (en), der blev opført i 1600-tallet og ombygget i 1770'erne.